# Yellow Subterfuge
«Yellow Subterfuge» (с англ. — «Жёлтая уловка») — седьмой эпизод двадцать пятого сезона мультсериала «Симпсоны». Выпущен 8 декабря 2013 года в США на телеканале «FOX».

## Сюжет
Директор Скиннер объявляет в школе о поездке на подводную лодку, но предупреждает, что только ученикам с наилучшим поведением будет разрешено ехать из-за ограничений по площади субмарины. Любой ученик, нарушающий правило, не может участвовать в поездке(Лиза самовольно отказалась от поездки так как "ей не интересно"). Барт ведет себя хорошо, но Скиннер вычёркивает его из списка после того, как он загрязнил пол в школе. После этого Барт безуспешно пытается обмануть Скиннера, чтобы восстановить его, олицетворяя президента Обаму, Гомер видит, как расстроен его сын и решает помочь ему отомстить Скиннеру.
На следующее утро Скиннер находит труп своей матери на кухне. Гомер и Барт вскоре обнаруживают труп, несмотря на попытку Скиннера скрыть его. Гомер предлагает очистить беспорядок и отправляет Скиннера наверх. В это время не пострадавшая Агнес Скиннер встает, так как тоже приняла участие в этой схеме. Барт и Гомер сообщают Скиннеру, что полиция собирается арестовать его. Они снабжают его фальшивым удостоверением личности и маскировкой и отправляют его в автобус до Хуареса, но потрясены, когда он появляется в их доме позже в тот же день. Сеймур объясняет, что он не может убежать от своего преступления, но также признает, что он, вероятно, был рад убить свою мать. Мардж и Агнес прерывают всё, услышав это признание. Агнес злится, что Скиннер хотел ее смерти вместе с тем фактом, что он нарушил свое обещание Барту. Она решает наказать его дальше, будучи еще более злее для Скиннера, не принимая таблетки, которые держат её под контролем.
Тем временем Лиза узнает, что Клоун Красти обанкротился. Она предлагает, чтобы Красти продал права на его шоу в другие страны. Он делает это, требуя большой процент от заработка звезд. Иностранные шоу быстро становятся более популярными, чем его собственное, но вместо того, чтобы делать правильные вещи, позволяя звездам сохранить больше своих денег, он предлагает побыть гостем на съемках каждом шоу. Это предложение так сильно возмущает их, что Красти и его агент вынуждены бежать на тележке для гольфа.

## Премьера
В ночь премьеры эпизод посмотрели 6,85 миллионов человек. Эпизод получил рейтинг 3.1, став первым по просматриваемости в блоке «Animation Domination».

## Критика
Обозреватель сайта The A.V. Club Деннис Перкинс оценил эпизод на «C+», заметив, что несмотря на множество смешных моментов, эпизод выглядит наспех скроенным из старых знакомых сцен, и оживает разве что благодаря глубокой игре Скиннера.